# Dypsis lastelliana
Dypsis lastelliana – gatunek palmy z rzędu arekowców (Arecales). Występuje endemicznie na Madagaskarze, w prowincjach Antsiranana oraz Toamasina. Można go spotkać między innymi w parkach narodowych Mananara Nord i Marojejy.
Rośnie w bioklimacie wilgotnym, jak i średniowilgotnym. Występuje na wysokości do 500 m n.p.m.